# Peugeot BB
 (avril 2025).
Si vous disposez d'ouvrages ou d'articles de référence ou si vous connaissez des sites web de qualité traitant du thème abordé ici, merci de compléter l'article en donnant les références utiles à sa vérifiabilité et en les liant à la section « Notes et références ».
Le BB est un cyclomoteur de marque Peugeot lancé en France en 1956 et qui termina sa carrière en 1971.

## Histoire

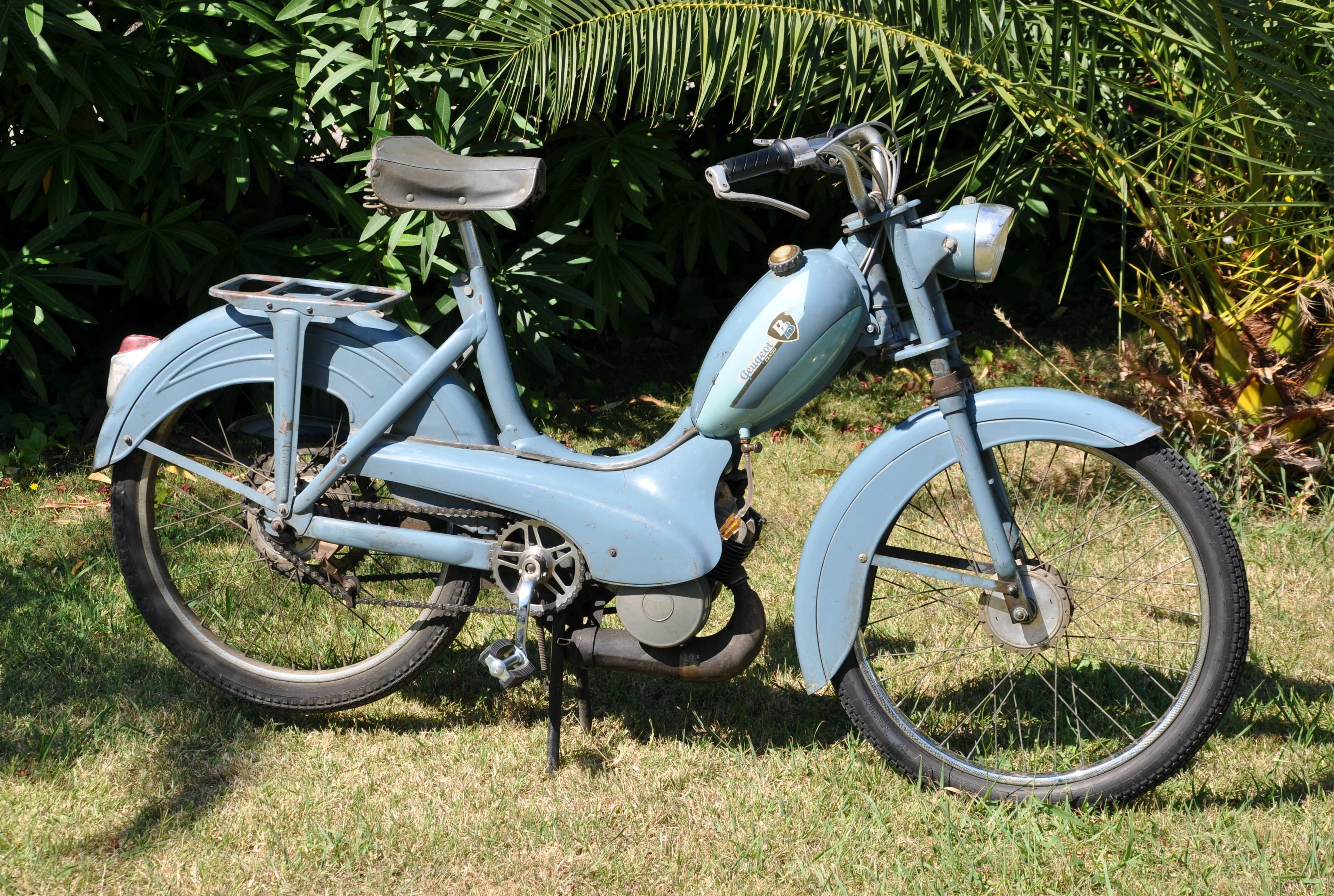
Peugeot BB de 1957.

À l'automne 1956, le magazine Moto Revue annonce que Peugeot est sur le point de sortir un nouveau cyclomoteur, succédant au Bima : il serait équipé d'un moteur Lavalette aml 50 qui développerait 1,8 ch à 4 800 tr/min et se nommerait « Cyrus ». Le Cyrus est bien sorti : jusqu'en 1957, c’est un des premiers cyclomoteurs de la marque à posséder un embrayage totalement automatique mais sans vitesses. Son moteur lui confère une puissance suffisante pour atteindre 55 km/h ; il n’était cependant pas raisonnable, selon la notice du fabricant, de soutenir cette vitesse sur de longues distances : ses performances se situaient donc entre 45 et 50 km/h.
Le Cyrus fut largement répandu jusqu'en 1957, quand fut lancé le BB2L avec un moteur Peugeot. Ce cyclomoteur est entièrement de conception maison ou, du moins, ne fait-il plus appel à un fournisseur de moteurs extérieur à la marque : en fait, le rapprochement effectué entre Peugeot et Terrot, et qui a abouti à l’absorption totale de ce dernier, a permis à Peugeot d'exploiter largement les recherches effectuées chez Terrot, notamment par l'ingénieur Edmond Padovani qui concevra la série des 101-102 pour Peugeot. En 1958, un second modèle apparaît, le BB2 sans suspension et dit à « cadre rigide » : il ne fait pas fureur. Peugeot veut avant tout plaire et innover et va donc présenter, au salon de 1958, le BB2 SP, la version sportive du BB2L. Ce BB2 SP est remplacé au catalogue par le BB3 SP à trois vitesses à la poignée gauche en 1960. Parallèlement, des modèles à embrayage automatique font leur apparition.

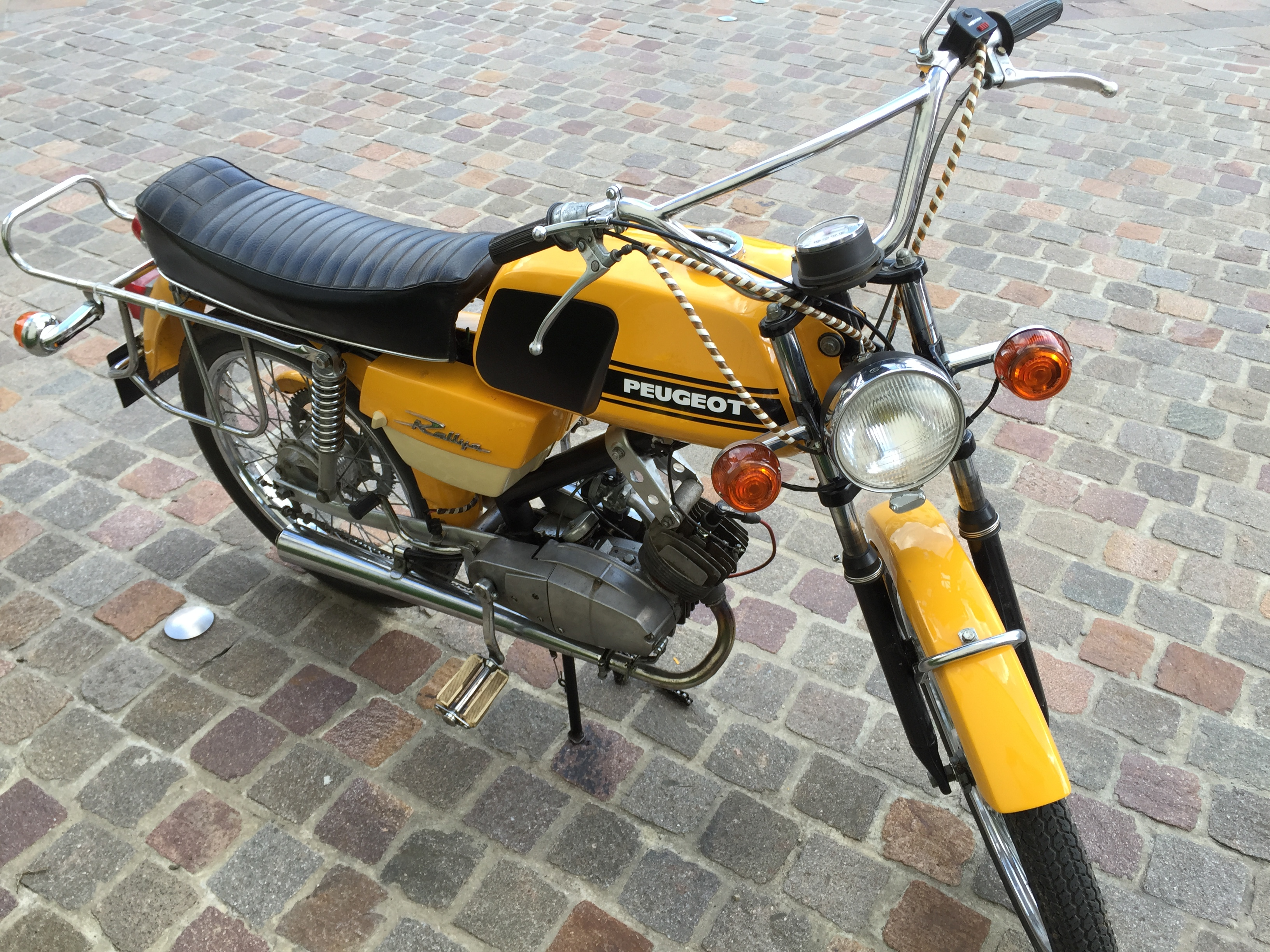
Peugeot TSN BB Rallye de 1963.

Le tableau ci-dessous est un aperçu de la production des modèles BB et ne comporte pas les centaines de variantes et modifications qui apparurent en cours d'année :
- 1957 : BB2 L, BB L et GL ;
- 1958 : idem 1957 + BB2 et BB2 SP ;
- 1959 : BB2 L, BB2, BB2 SP, BB N, T, TL et TLS ;
- 1960 : BB2 L, BB2, BB2 SP, BB S, ST, T, TLS et BB V ;
- 1961 : BB3 T, BB3 SP, BB S, ST, T, VT, TLS et BB V ;
- 1962 : idem 1961 + BB104 M et MV ;
- 1963 : BB3 T, BB3 SP, BB3 SS (immatriculé), BB S, ST, T, VT et TLS et BB V, BB104 M, MV, R, RV et P (immatriculé) ;
- 1964 : BB3 L, BB3 SP, BB3 K (immatriculé)[1], BB C, CT,et VCT, BB LT et VLT, BB TLS, BB V, BB104 M, MV, R et RV ;
- 1965 : BB3 L, BB3 SP, BB3 K (immatriculé), BB C, CT et VCT, BB LT et VLT, BB RT, VRT, RS et VRS, BB104 M et MV ;
- 1966-1967 : BB3 RS, BB3 SP, BB3 K (immatriculé), BB C, CT et VCT, BB LT et VLT, BB RT, VRT, RS et VRS, BB104 M et MV ;
- 1968 : BB3 RS, BB3 SP, BB C, CT et VCT, Bb LT et VLT, BB RT, VRT, RS et VRS ;
- 1969 : BB3 GT, BB3 SP, BB3 TS, BB CT et VCT, BB RT, VRT, RS et VRS à clapets ;
- 1970-1971 : BB3 GT, BB3 SP, BB3 TS, BB CT et VCT, BB RS et VRS à clapets ;
- 1972-1977 : SP3, TS3, SPR, TSR, SPN, TSN, BB3 GT (encore au catalogue en 1972).